# عصوية ذهبية دجاجية
عصوية ذهبية دجاجية (الاسم العلمي: Chryseobacterium gallinarum) هي نوع من البكتيريا، سلبية الغرام، تتبع جنس عصوية ذهبية.